# Гаванеле (Бузау)
Гаванеле (рум. Găvanele) насеље је у Румунији у округу Бузау у општини Бозиору. Oпштина се налази на надморској висини од 537 m.

## Становништво
Према подацима из 2002. године у насељу је живело 142 становника, од којих су сви румунске националности.